# Eno Netten
Eno Netten is een bestuurslaag in het regentschap Timor Tengah Selatan van de provincie Oost-Nusa Tenggara, Indonesië. Eno Netten telt 1360 inwoners (volkstelling 2010).